# 佐賀県道・福岡県道140号大詫間大川線
佐賀県道・福岡県道140号大詫間大川線（さがけんどう・ふくおかけんどう140ごう おおだくまおおかわせん）は、佐賀県佐賀市から福岡県大川市に至る一般県道である。

## 概要
佐賀県佐賀市川副町大字大詫間から福岡県大川市大字大野島に至る。2県にまたがる県道ではあるが、筑後川の河口に出来た三角州を南から北へ縦断して完結している路線である。
この三角州は昔は2つの島で、南を佐賀藩、北を柳川藩が領有していた経緯がある。

### 路線データ
- 起点：佐賀県佐賀市川副町大字大詫間
- 終点：福岡県大川市大字大野島（大野島交差点、福岡県道・佐賀県道18号大牟田川副線交点）

## 地理

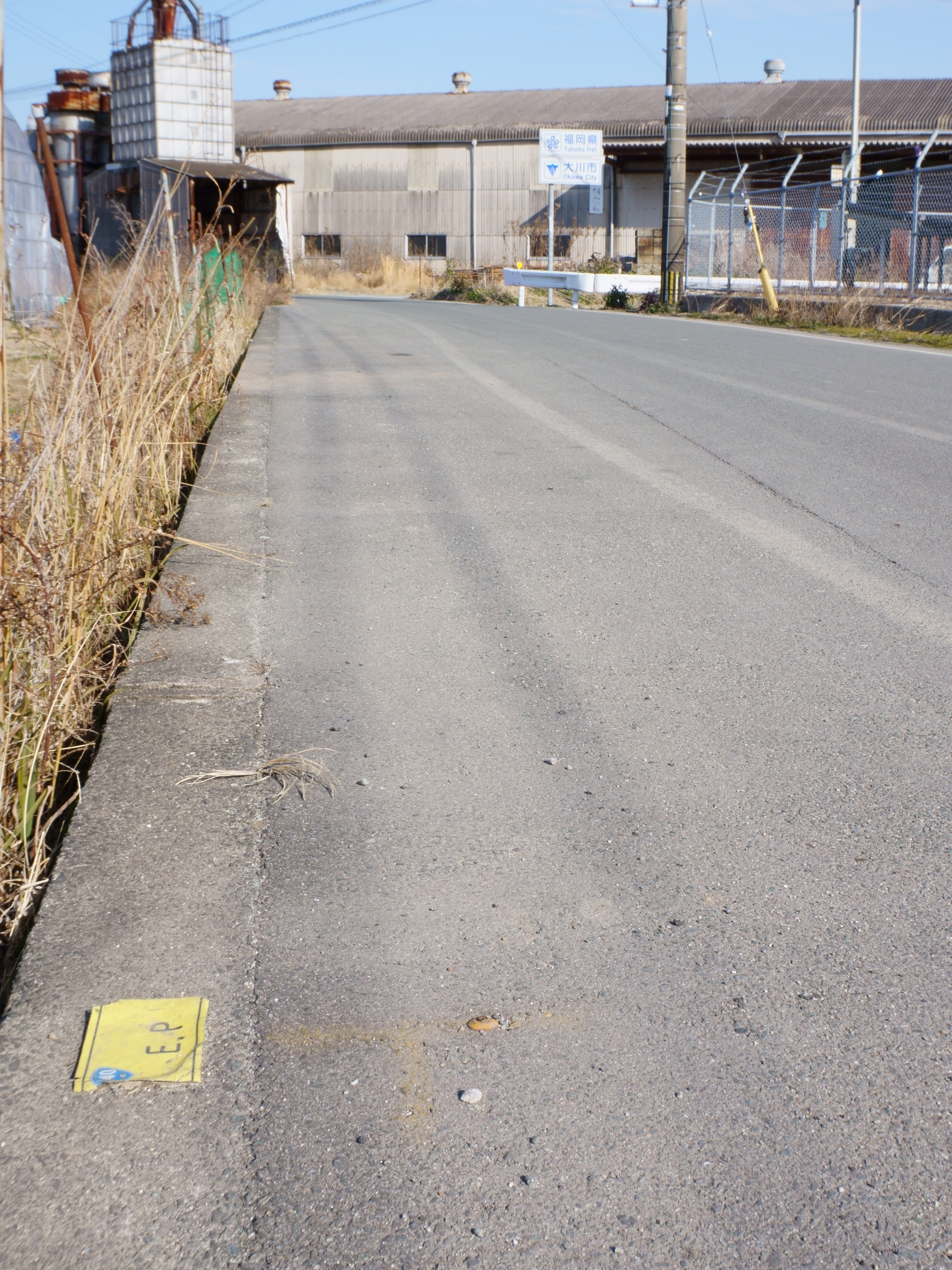
県道の分界点

### 通過する自治体
- 佐賀県
  - 佐賀市
- 福岡県
  - 大川市

### 交差する道路
| 交差する道路                       | 都道府県名 | 市町村名 | 交差する場所     | 交差する場所        |
| ---------------------------------- | ---------- | -------- | ---------------- | ------------------- |
| 佐賀県道285号大詫間光法停車場線    | 佐賀県     | 佐賀市   | 川副町大字大詫間 |                     |
| 福岡県道・佐賀県道18号大牟田川副線 | 福岡県     | 大川市   | 大字大野島       | 大野島交差点 / 終点 |

### 沿線
- 佐賀市立大詫間小学校
- 筑後川総合運動公園体育センター
- 大川市立大野島小学校